# Скомороха, Павел Васильевич
Павел Васильевич Скомороха (1924—?) — автоматчик 307-го гвардейского стрелкового полка 110-й гвардейской стрелковой дивизии 37-й армии Степного фронта, гвардии красноармеец. Герой Советского Союза.

## Биография
Родился в 1924 году. Русский.
В Красной Армии с 1941 года. Призван Сосновским РВК Челябинской области. В действующей армии с сентября 1942 года.
Автоматчик 307-го гвардейского стрелкового полка комсомолец гвардии красноармеец Павел Скомороха после форсирования реки Днепр, действуя в разведке 16 октября 1943 года под селом Мишурин Рог Верхнеднепровского района Днепропетровской области Украины, захватил вражескую легковую машину, а 17 октября 1943 года — полковое знамя противника, а также двух пленных, давших ценные сведения советскому командованию.
Указом Президиума Верховного Совета СССР «О присвоении звания Героя Советского Союза генералам, офицерскому, сержантскому и рядовому составу Красной Армии» от 22 февраля 1944 года за «образцовое выполнение боевых заданий командования при форсировании реки Днепр, развитие боевых успехов на правом берегу реки и проявленные при этом отвагу и геройство» удостоен звания Героя Советского Союза.
Награждён орденом Ленина.